# Родниково (Вологодская область)
Родниково — деревня в Грязовецком районе Вологодской области.
Входит в состав Сидоровского муниципального образования, с точки зрения административно-территориального деления — в Сидоровский сельсовет.
Расстояние по автодороге до районного центра Грязовца — 59,5 км, до центра муниципального образования Сидорово — 11,5 км. Ближайшие населённые пункты — Алферово, Власово, Филино.

## История
В 1966 г. указом президиума ВС РСФСР деревня Дураково переименована в Родниково.

## Население
| 2010 |
| ---- |
| 0    |